# Adolf Clauwaert
Adolf Clauwaert (Parijs, 10 maart 1879 – Wemmel, 23 juni 1958) was een Vlaams activist, acteur en theaterdirecteur.

## Levensloop
Rond 1900 werd Clauwaert als acteur aangeworven door de Koninklijke Nederlandse Schouwburg (KNS) en de Koninklijke Vlaamse Opera (KVO), allebei in Antwerpen. In 1904 werd hij verbonden aan de Koninklijke Vlaamse Schouwburg (KVS) in Brussel.
Hij werd in Brussel opgenomen in Vlaamsgezinde kringen en werd stichter van de vereniging Liederavonden voor het volk en medestichter van het Muziekfonds, een vereniging die concerten organiseerde.
Toen de Eerste Wereldoorlog uitbrak verliet hij de KVS en opende hij in oktober 1914 een tweede Vlaamse schouwburg, in de lokalen van de vroegere Folies-Bergère, die hij de naam Volksschouwburg gaf. In juni 1915 liep dit avontuur ten einde. In december 1915 werd hij directeur van de Alhambra, wat hij tot het einde van de oorlog zou blijven. Hij organiseerde er de opvoering van Nederlandstalige toneel- en operettewerken.
Tegelijk stelde hij de zaal ter beschikking voor bijeenkomsten van het Vlaams activisme. De Raad van Vlaanderen vergaderde er bij herhaling en riep er de onafhankelijkheid van Vlaanderen uit. Nog op 20 januari 1918 vond er een druk bijgewoonde volksvergadering plaats, waar de uitgeroepen onafhankelijkheid werd bevestigd. Ook vergaderingen met Adolf Borms als redenaar en Guldensporenherdenkingen vonden er plaats. Op 29 september 1918 werd een laatste activistische bijeenkomst gehouden, waarop het woord werd gevoerd door een paar gedeserteerde frontsoldaten.
Na zich een tijdje onzichtbaar te hebben gemaakt, opende hij in 1922 het theater Oud Brussel in de Mechelsestraat, maar al na enkele maanden moest hij de deuren sluiten. Hij hield zich vervolgens vooral bezig met het fabriekje van arbeidskledij dat hij samen met zijn broer in Koekelberg had opgericht.
Tijdens de Tweede Wereldoorlog flakkerde zijn belangstelling voor de muziek weer op. Hij bracht Muziekfonds weer tot leven en organiseerde heel wat concerten. Dit bleef duren tot in 1942. Hij werd vervolgens weer directeur van het Alhambra, herdoopt tot Volksschouwburg, waar weer Vlaams toneel werd op de planken gebracht. Het theater werd een belangrijk centrum voor de culturele collaboratie. In juni 1944 trad de zieke Clauwaert terug en werd opgevolgd door Jef Sterkens (1893-1952), vroegere directeur van de KVO, die het nog enkele maanden volhield, maar na de Bevrijding de plaats moest ruimen voor het terugkerende Frans toneel. Ook dit duurde maar een paar jaar, vanaf 1967 bleef het gebouw ongebruikt en verwaarloosd en in 1973 werd het afgebroken.